# Meanwhile (álbum)
Meanwhile es el decimoséptimo álbum de estudio del músico británico Eric Clapton, publicado en octubre de 2024. Además de seis nuevas canciones, el álbum también incluye ocho temas que Clapton publicó anteriormente como sencillos desde 2020, incluyendo colaboraciones con Van Morrison y Jeff Beck. El anuncio de Meanwhile fue acompañado del lanzamiento de la canción «One Woman» como primer sencillo.

## Trasfondo
Meanwhile marca el primer disco de estudio de Clapton desde Happy Xmas en 2018, y su primer álbum de estudio no navideño desde I Still Do en 2016. El artista trabajó en el álbum durante tres años en colaboración con el músico y frecuente colaborador Simon Climie, quien hace de productor del álbum completo y también aparece como artista invitado en la canción «How Could We Know». El álbum está compuesto en su mayoría por el trabajo en solitario de Clapton desde diciembre de 2020. Clapton ha dicho que el álbum en sí consiste en «todos estos comentarios ligeramente políticos mezclados con canciones que son solo canciones».

## Publicación
Las primeras canciones publicadas del álbum, «Stand and Deliver», «The Rebels» y «This Has Gotta Stop», son una serie de colaboraciones que Clapton tuvo con el músico Van Morrison, las cuales fueron lanzadas bajo el nombre de Slowhand & Van. Las tres canciones fueron publicadas durante la pandemia de COVID-19, siendo la primera y la tercera objeto de controversia debido a sus sentimientos anti-mascarilla, anti-confinamiento y anti-vacuna en el contexto de la crisis de salud. La segunda de la serie fue una versión a dúo de la canción «Where Have All the Rebels Gone?» del álbum Latest Record Project: Volume 1 de Morrison.
La siguiente canción, «Heart of a Child», fue coescrita por Clapton y el arquitecto italiano Robin Monotti Graziadei y fue publicada en la Nochebuena de 2021. «Pompous Fool», otra canción escrita entre ambos, fue publicada el 7 de julio de 2022. Este lanzamiento coincidió con la renuncia del primer ministro británico Boris Johnson, lo que llevó a algunos a creer que Clapton, quien había criticado a Johnson en el pasado, escribió la canción sobre el político.
Clapton colaboró con el guitarrista Jeff Beck en una versión de «Moon River», que fue lanzada el 15 de mayo de 2023, cuatro meses después del fallecimiento de Beck. La versión también recibió un lanzamiento en vinilo el 14 de julio como un sencillo de doble cara A, con «How Could We Know» como la otra canción del sencillo. Este último tema cuenta con la participación de Judith Hill, Simon Climie y Daniel Santiago.
En honor al 90 cumpleaños del cantante Willie Nelson, Clapton se unió al músico estadounidense Bradley Walker para versionar el clásico «Always on My Mind», una canción que Nelson versionó en 1982. La nueva versión fue lanzada el 15 de septiembre de 2023.
En una entrevista con el Real Music Observer en mayo de 2024, Clapton reveló por primera vez el álbum, su título y su fecha de lanzamiento prevista para el otoño de ese año. El 20 de septiembre de 2024, el álbum fue anunciado oficialmente.

## Lista de canciones
| N.º   | Título                                                                | Escritor(es)                                            | Duración |  |
| 1.    | «Pompous Fool»                                                        | Eric Clapton, Robin Monotti                             | 4:45     |  |
| 2.    | «Heart of a Child»                                                    | Clapton, Monotti                                        | 7:04     |  |
| 3.    | «Moon River» (con Jeff Beck)                                          | Henry Mancini, Johnny Mercer                            | 5:06     |  |
| 4.    | «Sam Hall»                                                            | Tradicional                                             | 5:27     |  |
| 5.    | «Smile»                                                               | Charlie Chaplin, Geoffrey Parsons, John Turner          | 3:46     |  |
| 6.    | «Always on My Mind» (con Bradley Walker)                              | John Christopher Jr., Mark James, Wayne Carson Thompson | 3:37     |  |
| 7.    | «One Woman»                                                           | John Bettis, Climie                                     | 4:50     |  |
| 8.    | «The Rebels» (con Van Morrison)                                       | Van Morrison                                            | 4:08     |  |
| 9.    | «The Call»                                                            | Bob Neuwirth                                            | 5:07     |  |
| 10.   | «How Could We Know» (con Judith Hill, Simon Climie y Daniel Santiago) | Dennis Morgan, Climie                                   | 4:19     |  |
| 11.   | «This Has Gotta Stop» (con Van Morrison)                              | Clapton                                                 | 4:23     |  |
| 12.   | «Stand and Deliver» (con Van Morrison)                                | Morrison                                                | 4:30     |  |
| 13.   | «You've Changed»                                                      | Chuck Berry                                             | 3:52     |  |
| 14.   | «Misfortune»                                                          | Clapton, Richard Lewis                                  | 3:25     |  |
| 64:19 |                                                                       |                                                         |          |  |

## Posición en listas
| País                                 | Posición |
| ------------------------------------ | -------- |
| Francia (SNEP)                       | 91       |
| Alemania (Offizielle Top 100)        | 5        |
| Italia (FIMI)                        | 64       |
| Japón (Oricon)                       | 17       |
| Japón (Oricon)                       | 34       |
| Japón (Billboard Japan)              | 58       |
| Escocia (Scottish Albums Chart)      | 11       |
| Suiza (Schweizer Hitparade)          | 4        |
| Reino Unido (UK Album Downloads)     | 19       |
| Reino Unido (UK Jazz & Blues Albums) | 5        |
| Estados Unidos (Top Blues Albums)    | 1        |